# Boghåndværk
Boghåndværk handler om de håndværk, der beskæftiger sig med fremstillingen af bøger: skrivning, illuminering og indbinding.
Senere kom bogtryk, som i Europa begyndte med Gutenbergs opfindelse. Nu kunne satsen til en bog fremstilles hurtigere af en typograf, end en skriver kunne afskrive samme tekst. 
Med den industrielle revolution kom bogbindingsmaskiner, maskinsats og hurtige trykkerimaskiner. De betjenes af bogbindere og trykkeriarbejdere. 
Maskiner mindskede efterspørgslen på skrivere og håndbogbindere betydeligt.